# 영월군 (선거구)
영월군은 대한민국의 옛 국회의원 선거구이다. 당시 강원도 영월군 지역을 관할했다.

## 역사
제헌 국회의원 선거를 앞두고 영월군 전 지역을 관할하는 선거구로 신설되었다.
제6대 국회의원 선거를 앞두고 정선군 선거구와 통합되어 영월군·정선군 선거구를 이루게 됨에 따라 폐지되었다.

## 역대 국회의원
| 선거   | 정당 | 정당   | 의원   |
| ------ | ---- | ------ | ------ |
| 1948년 |      | 무소속 | 장기영 |
| 1950년 |      | 무소속 | 태완선 |
| 1954년 |      | 자유당 | 정규상 |
| 1958년 |      | 자유당 | 정규상 |
| 1960년 |      | 민주당 | 태완선 |

## 역대 선거 결과

### 대한민국 제헌 국회의원 선거
|  | 31.65% |

|  | 27.66% |

|  | 24.96% |

|  | 12.39% |

|  | 3.31% |

### 대한민국 제2대 국회의원 선거
|  | 33.14% |

|  | 32.65% |

|  | 31.19% |

|  | 3.00% |

### 대한민국 제3대 국회의원 선거
|  | 34.61% |

|  | 28.87% |

|  | 26.72% |

|  | 6.40% |

|  | 1.90% |

|  | 1.47% |

### 대한민국 제4대 국회의원 선거
|  | 38.90% |

|  | 38.84% |

|  | 22.24% |

### 대한민국 제5대 국회의원 선거
|  | 52.28% |

|  | 27.77% |

|  | 12.59% |

|  | 7.34% |